# Crna kopriva (Ballota)
Crna kopriva (crnoglavac, lat. Ballota), rod trajnica i vazdazelenih i listopadnih polugrmova iz porodice usnača s 19 priznatih vrsta
U Hrvatskoj raste vrsta crnoglavac (B. nigra), dok kamenjarska crna kopriva pripada rodu Pseudodictamnus, a latinski joj je naziv P. hispanicus

## Vrste
1. Ballota adenophora Hedge
2. Ballota andreuzziana Pamp.
3. Ballota antalyensis Tezcan & H.Duman
4. Ballota antilibanotica Post
5. Ballota byblensis Semaan & R.M.Haber
6. Ballota cristata P.H.Davis
7. Ballota glandulosissima Hub.-Mor. & Patzak
8. Ballota grisea Pojark.
9. Ballota kaiseri Täckh.
10. Ballota larendana Boiss. & Heldr.
11. Ballota luteola Velen.
12. Ballota macrodonta Boiss. & Balansa
13. Ballota nigra L.
14. Ballota philistaea Bornm.
15. Ballota platyloma Rech.f.
16. Ballota pseudodictamnus (L.) Benth.
17. Ballota saxatilis Sieber ex C.Presl
18. Ballota sechmenii Gemici & Leblebici
19. Ballota vellerea Maire, Weiller & Wilczek